# Siergiej Filippow
Siergiej Nikołajewicz Filippow (ros. Серге́й Никола́евич Фили́ппов; ur. 11 czerwca?/24 czerwca 1912 w Saratowie, zm. 19 kwietnia 1990 w Leningradzie) – radziecki aktor filmowy i głosowy. Zasłużony Artysta RFSRR (1957). Zwany radzieckim Fernandelem.

## Życiorys
Z początku pracował jako tokarz, stolarz oraz piekarz. Później ukończył kurs choreograficzny i studiował na Wydziale Baletowym Wyższej Szkoły Teatralnej w Leningradzie. W latach 30. został zaangażowany do Leningradzkiego Teatru Komedii.
Popularność przyniosły mu role w filmach: Pogromczyni tygrysów (1954), Noc sylwestrowa (1956), Dwanaście krzeseł (1971), Iwan Wasiljewicz zmienia zawód (1973).

## Wybrana filmografia

### Filmy fabularne
- 1943: My z Uralu jako Andriej Stiepanowicz
- 1947: Kopciuszek jako kapral
- 1954: Pogromczyni tygrysów jako Kazimir
- 1956: Noc sylwestrowa jako lektor
- 1958: Dziewczyna z gitarą jako Mamin
- 1958: Szukam mojej dziewczyny jako Komarinski
- 1962: Haszek i jego Szwejk
- 1971: Dwanaście krzeseł[2] jako Ippolit Matwiejewicz Worobjaninow (Kisa)
- 1973: Iwan Wasiljewicz zmienia zawód jako poseł szwedzki
- 1976: Jak Iwanuszka szukał cudu jako lekarz[3]
- 1980: Po zapałki jako Hiuvarinen
- 1982: Księżniczka w oślej skórze

### Filmy animowane
- 1958: Piotruś i Czerwony Kapturek jako Wilk (głos)[4]

## Nagrody i odznaczenia
- Zasłużony Artysta RFSRR (1957)
- Ludowy Artysta RFSRR (1974)

Źródło: 